# Bø (Nordland)
Bø è un comune norvegese della contea di Nordland.
Il centro amministrativo del comune è il villaggio di Straume. Le altre frazioni del comune includono Bø, Eidet, Hovden, Nykvåg, Utskor e l'isoletta Litløya, situata davanti alla costa.